# Joseph Ranquet
Joseph Ranquet (* 4. Dezember 1868 in Sauveterre; † 18. Dezember 1954 in Roquemaure) war ein französischer Politiker. Von 1938 bis 1942 war er Abgeordneter der Nationalversammlung.

## Leben
Das erste politische Amt, das Ranquet ausübte, war das des stellvertretenden Bürgermeisters in seinem Heimatdorf Sauveterre. Nachdem er diesen Posten von 1896 bis 1904 innegehabt hatte, wurde er 1908 zum Bürgermeister der Gemeinde gewählt. 1925 zog er in den Generalrat des Départements Gard ein. Als durch den Tod des bisherigen Abgeordneten Aimé Larguier 1938 ein Sitz im Parlament frei wurde, bewarb Ranquet sich darum. Er zog in die Abgeordnetenkammer ein und schloss sich dort den Radikalen an. 1940 stimmte er für das Ermächtigungsgesetz des Vichy-Regimes. Danach zog er sich aus der Politik zurück.